# Ontsteking (geneeskunde)
Een ontsteking of inflammatie is een reactie van het lichaam op beschadiging van weefsel, die dikwijls het gevolg is van prikkels van buiten. De prikkel is vaak microbiologisch van aard, dat wil zeggen een infectie door een bacterie, een virus of een schimmel. Daarnaast kan aanraking met een irriterende chemische stof, of blootstelling aan hitte, ioniserende straling, of UV-straling tot ontstekingen leiden. Ook het met een insectensteek ingespoten gif kan een ontstekingsreactie oproepen. Een ontsteking dient om de eventuele agens, dat wil zeggen het schadelijke micro-organisme of de schadelijke stof, te verwijderen, en om weefselschade te herstellen.
Een slijmbeursontsteking, een vorm van RSI, is een voorbeeld van een (gewrichts)ontsteking die niet het gevolg is een prikkel van buiten, maar van mechanische overbelasting (met weefselbeschadiging als gevolg) van een gewricht. Gewrichtsontstekingen kunnen daarnaast ook optreden door een (ongewenste) auto-immuunreactie van het lichaam, bijvoorbeeld bij reuma.

## Historische indeling
Al in de eerste eeuw voor Christus was een aantal kenmerken van ontsteking bekend. Deze symptomen zijn door de Romein Celsus beschreven als:
- dolor (lokale pijn)
- calor (lokale warmte)
- tumor (lokale zwelling)
- rubor (lokale roodheid)

In de negentiende eeuw werd door de Duitse patholoog Rudolf Virchow een vijfde ontstekingskenmerk toegevoegd, namelijk:
- functio laesa (functieverlies)

Deze vijf symptomen treden vooral op bij een acute ontsteking, en minder, of niet, bij een chronische ontsteking. Een acute ontsteking treedt meteen na de weefselbeschadiging op en duurt meestal niet langer dan enkele dagen. Van een chronische ontsteking is sprake als deze langer dan drie maanden aanhoudt.

## Fasen van ontsteking
Bij een ontsteking wordt een aantal fasen onderscheiden, achtereenvolgens:
- hyperaemie: versterkte doorbloeding. Hyperemie wordt aan de arteriële, de bloedaanvoerende 'vaatzijde' veroorzaakt door vaatverwijdende stoffen en vasoactieve mediatoren, waarvan histamine en bradykinine de belangrijkste zijn. Aan de veneuze kant, de bloedafvoerende haarvaten en vervolgens aderen, ontstaat een verhoogde doorbloeding, waarop een reflexmatige vaatverwijding volgt. Hierdoor wordt de stroomsnelheid of “flow” van het bloed verlaagd. Doordat er meer bloed in het ontstoken gebied komt, zal het weefsel roodgekleurd (rubor) en warm (calor) worden, en kunnen meer bloedcellen voor de afweer zorgen.
- exsudatie: uittreden van vocht uit de bloedbaan, door een verhoogde doorlaatbaarheid of permeabiliteit van de vaatwand van de haarvaten. Ook exsudatie vindt plaats onder de invloed van histamine en bradykinine. De openingen tussen de eenlagige endotheelcellen waaruit de haarvatwanden zijn gevormd, worden groter door de vaso-actieve mediatoren, maar ook de hydrostatische druk binnen de capillairen stijgt. Hierdoor verlaat meer vocht dan normaal, de bloedvaten. Door de nu verhoogde permeabiliteit van de haarvatwanden verlaten ook plasma-eiwitten als albumine, normaalgesproken zorgdragend voor de osmotische druk, de bloedbaan. Daarmee daalt de resorptie van bloed vanuit de capillairen naar de bloedbaan. Dit betekent dat er meer vocht achterblijft in het ontstoken weefsel, zogenaamd ontstekingsoedeem. Meer weefselvocht betekent dat er een onderhuidse zwelling, een zogenaamde tumor optreedt bij de ontsteking.

- infiltratie of diapedese van verschillende soorten leukocyten (witte bloedcellen) vanuit de bloedbaan naar de extracellulaire vloeistof tussen de weefselcellen, ter plaatse van de ontsteking. Na 24-48 uur, treden als eerste granulocyten uit. Daarop volgen de monocyten (of macrofagen) en de plasmacellen. Dit gebeurt onder invloed van cytokinen, stoffen die worden afgegeven door hetzij endotheelcellen, hetzij door cellen bij de ontstekingshaard van bacteriën, of door beschadigde eigen cellen. De leukocyten zorgen in het ontstoken weefsel voor fagocytose van de dode cellen, of van de ziekteverwekkers, en breken deze vervolgens af. Er kan sprake zijn van een aspecifieke- of van een specifieke reactie van de leukocyten. Granulocyten, dat zijn bij een ontsteking vooral neutrofielen, en macrofagen zorgen voor de aspecifieke afweer; lymfocyten, waaronder plasmacellen, zijn betrokken bij een specifieke reactie middels antigeen-herkenning. Bij een ontsteking zijn dus verschillende typen leukocyten bezig in het weefsel, er is sprake van een verhoogde cellulaire activiteit. Deze leidt tot een verhoogd energieverbruik en daarmee tot een toegenomen warmteproductie in het ontstoken weefsel: de zogeheten calor, een van de vijf ontstekingskenmerken.
- celgroei: proliferatie van onder andere fibroblasten, met als doel weefselherstel. Roodheid kan ook in deze fase, in het herstellende- of granulatieweefsel, optreden wanneer onder invloed van groeifactoren, vermenigvuldiging (proliferatie) van bloedvaatjes in het weefsel plaatsvindt.

## Weefselherstel vs littekenvorming en functieverlies
Soms kan het aangetaste weefsel hersteld worden tot de oorspronkelijke staat. Vaak echter heeft het weefsel geen regeneratie-capaciteit, of is de regeneratiecapaciteit niet voldoende om alle schade te herstellen. In dat geval zal het beschadigde weefsel vervangen worden door bindweefsel, waarbij een litteken zichtbaar blijft. Het ontstaan van littekenweefsel, na genezing als gevolg van de ontstekingsreactie, blijkt afhankelijk van de mogelijkheid tot weefselregeneratie. Deze weefselregeneratie wordt weer bepaald door het type van de aangetaste cellen. Labiele cellen, bijvoorbeeld epitheelcellen, delen voortdurend en hebben daardoor een grote regeneratiecapaciteit. Stabiele cellen, waaronder de endotheelcellen, de gladde spiercellen of de levercellen, delen normaal gesproken niet. Maar bij beschadiging van omliggend weefsel komen ze alsnog in de celcyclus terecht. Deze cellen hebben dus ook een goede regeneratiecapaciteit. Permanente cellen, zoals neuronen, dwarsgestreepte spiercellen van het skelet en het hart, kunnen niet delen en hebben dus ook geen regeneratiecapaciteit. Na beschadiging van deze cellen zal vervanging van oorspronkelijk weefsel door bindweefsel plaatsvinden. Dit kan dan leiden tot functieverlies of functio laesa.

## Pijnsensatie ofdolor
De pijn of dolor die optreedt bij een ontsteking, wordt door twee factoren veroorzaakt. Ten eerste is er een lokale zwelling vanwege het ontstekingsoedeem. De zwelling drukt op het ontstoken en op het omliggende weefsel, waardoor pijnreceptoren geprikkeld worden. Daarnaast zorgen de stoffen bradykinine en PGE2 voor een pijnsensatie. Bradykinine, reeds genoemd als een stof die hyperemie en exsudatie veroorzaakt, zorgt voor de stimulatie van sensorische receptoren. PGE2 of andere prostaglandinen zijn metabolieten van arachidonzuur. Arachidonzuur vormt een bestanddeel van de fosfolipiden die zich in het celmembraan bevinden. Bij een ontsteking kan, onder invloed van ontstekingsmediatoren, arachidonzuur door leukocyten worden omgezet in verschillende metabolieten, die samen eicosanoïden worden genoemd. Eicosanoïden werken net als bradykinine in op sensorische receptoren, die daardoor pijn registreren.
Naast permanent functieverlies door vervanging van oorspronkelijk weefsel door bindweefsel, treedt ook tijdelijk functieverlies op. Het ontstoken gebied wordt niet gebruikt omdat het door de zwelling niet mogelijk is, of om pijn te voorkomen. Ook een combinatie van beide is mogelijk.

## Behandeling
Ontstekingen kunnen bestreden worden met ontstekingsremmende middelen zoals corticosteroïden. Vaak worden deze al toegepast voordat de oorzaak van de ontsteking weg is, om de symptomen (waaronder pijn) weg te nemen.

## Voorbeelden
- Colitis ulcerosa
- Ziekte van Crohn
- Longontsteking
- Vestibulitis nasalis